# Stora Bommen

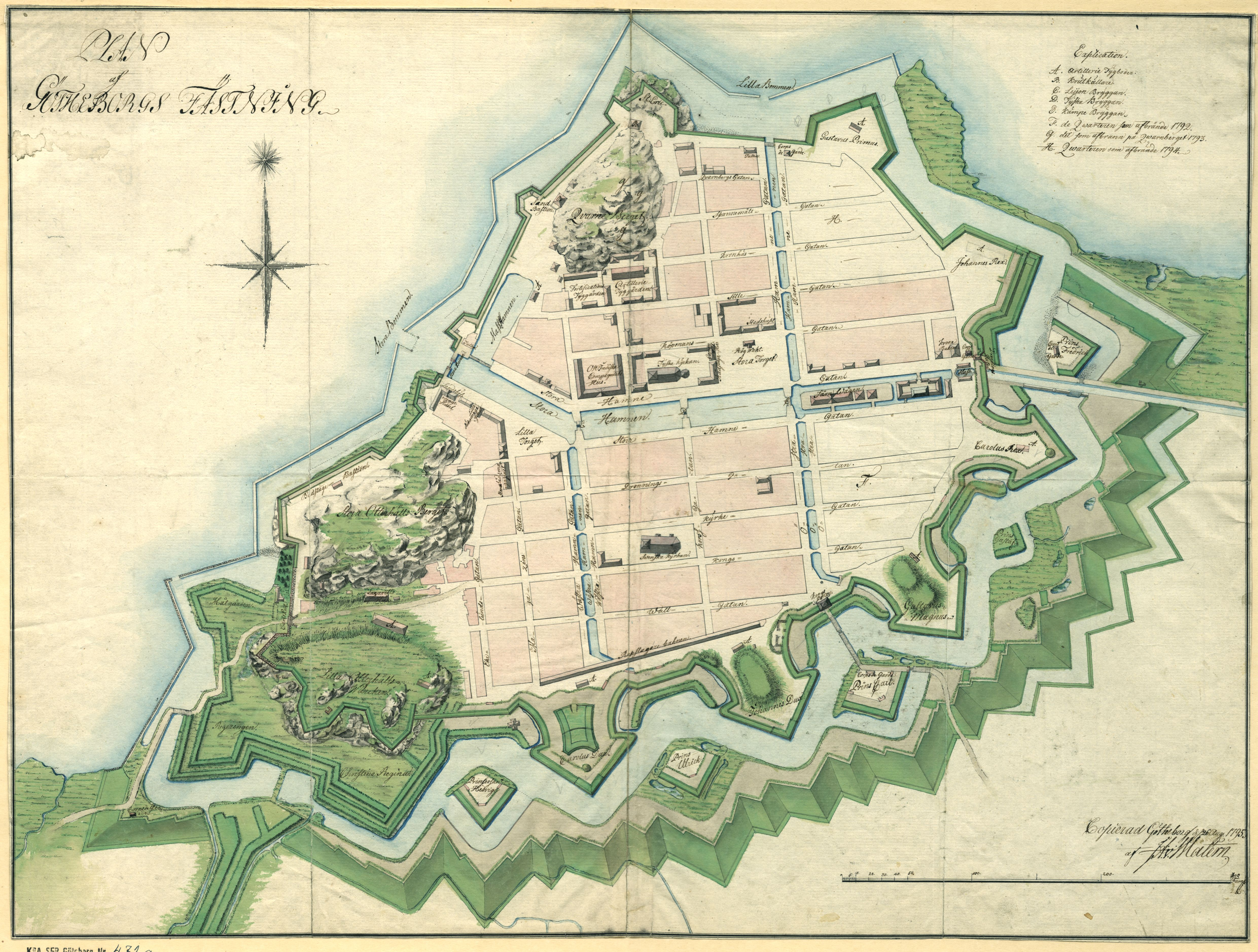
Karta över Göteborg 1795, där Stora Bommen finns utsatt till höger snett nedanför kompassrosen.

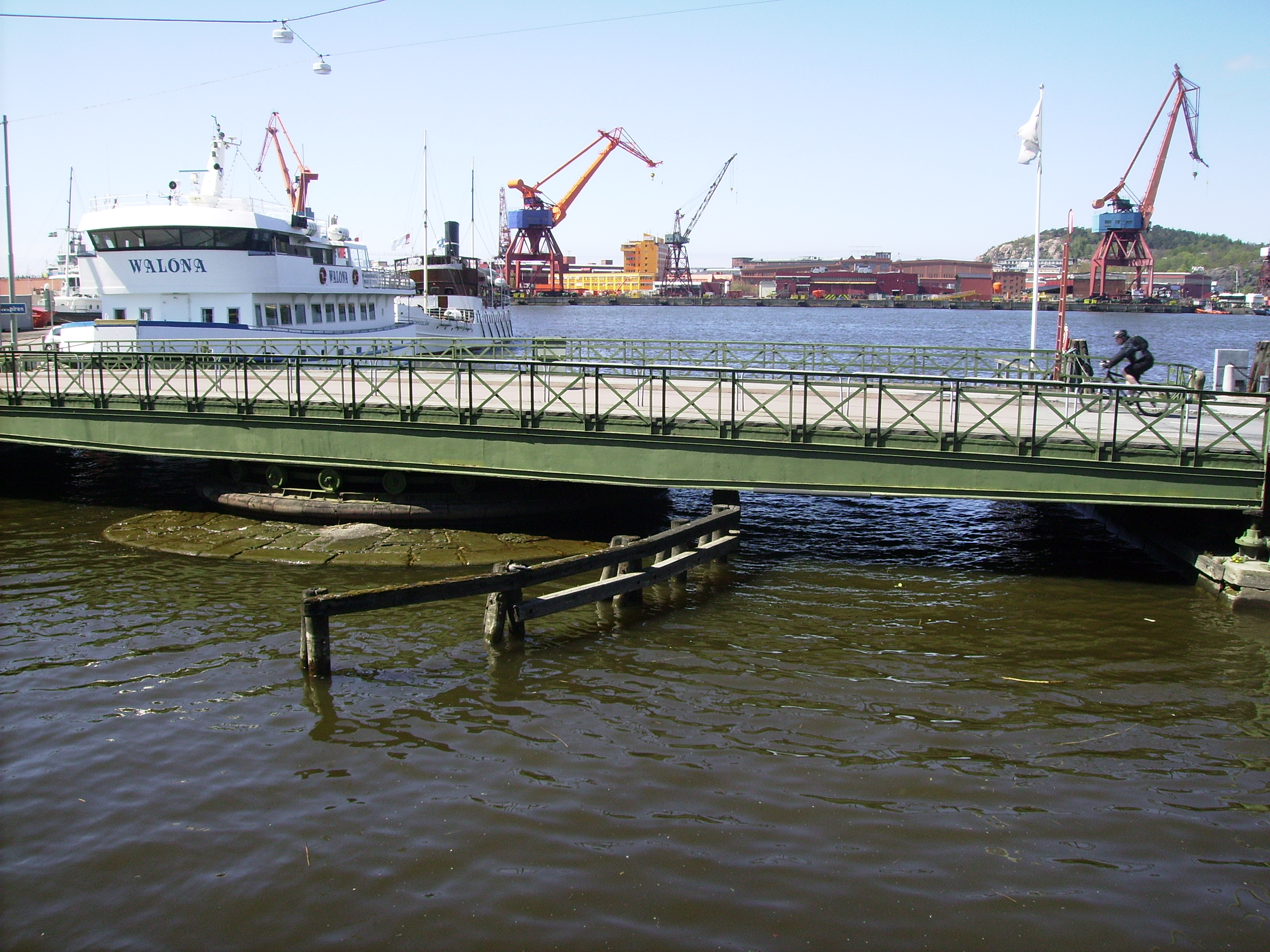
Den gamla Stora Bommens bro, 2006.

Stora Bommen är platsen för Stora Hamnkanalens utlopp i Göta älv i den inre hamnbassängen i Göteborg. Namnet kommer av den fällbom, som förr fanns vid inloppet till Stora Hamnkanalen, och som lyftes bort av tullbetjänterna efter visitation då båtar skulle ut eller in, men även för att hindra fientliga fartyg från att tränga in i kanalsystemen.
Motsvarande plats där Östra Hamnkanalen hade sitt utlopp heter Lilla Bommen.

## Omgivning
Stora Hamnkanalen korsas av två broar:
- Residensbron. Den påbörjades under våren 1961 och fick två körbanor, 8 meter breda och åtskilda av en 3 meter bred mittremsa. Den segelfria höjden för mittpartiet var 1,8 meter och närmast kajerna 1,2 meter. Kostnaden för endast bron beräknades till 1 375 000 kronor.[1] Bron togs i bruk 1963[2] och namngavs 1974. Tidigare fanns det två broar här – Östra- och Västra Residensbron. Residensbron är en vägbro och var riksväg 45 innan Götatunneln invigdes 2006, och E3 fram till 1992. Den utgör övergången mellan Stora Badhusgatan och Götaleden. Bron har sitt namn efter landshövdingeresidenset vid brons södra fäste.

- Stora Bommens bro (namngiven 1952). En gammal benämning var även Yttre Svängbron. Stora Bommens bro har varit en järnvägsbro för Södra hamnbanan och har varit svängbar och byggdes 1861.[3][4] Bron är nu enbart gång- och cykelbana. Den byttes ut mot en ny bro 2015, med tanke på att den gamla var extremt låg (förvärrat av havsnivåhöjningen) och därför populärt kallades för "Osthyveln". Namnet har spridit sig genom rundtursbåtarna Paddans försorg, vilka passerar här.[5]

På den sydvästra sidan av Stora Hamnkanalen, mellan residenset och älven ligger först Skeppsbroplatsen och sedan i Stora Hamnkanalens förlängning, kommer Stenpiren. Kajen, som fortsätter nedströms älven, heter Skeppsbrokajen.
På den norra mynningssidan av Stora Hamnkanalen låg "Kronans masthamn" fram till 1861, då den fylldes igen. Vidare, mitt emot residenset, ligger Packhusplatsen och därefter det gamla Tullpackhuset (klart 1867), numera Casino Cosmopol. Kajen, som fortsätter uppströms, kallas för Packhuskajen.
I Tullpackhuset fanns mellan åren 2003 och 2021 Emigranternas Hus, ett migrationscentrum, museum och minnesmärke över emigrationen från Sverige till Nordamerika med utställningar och omfattande föredragsverksamhet riktad till såväl allmänheten som till skolor och föreningar samt möjlighet till forskning.